# Monster (produktionsbolag)
Monster Media AS är en norsk produktionskoncern som producerar filmer, reklamfilmer och TV-program. Det grundades av Olav Øen, Trond Kvernstrøm och Edward Dreyer i slutet av 2001 och var verksamt på marknaden från början av 2002.
I maj 2023 tillkännagavs att företagen Monster och Fremantle skulle gå samman, och att det nya företaget skulle behålla Monster som företagsnamn. VD för företaget är Ingvild Daae.
Monster producerar program för norska och internationella tv-kanaler, och står bakom Gullruten, 4-stjärnig middag, Datoen och Vem tror du att du är?. Monster har vunnit utmärkelser för serier om Orderudmorden och M/S Estonias förlistning.